# Oregon Pioneer

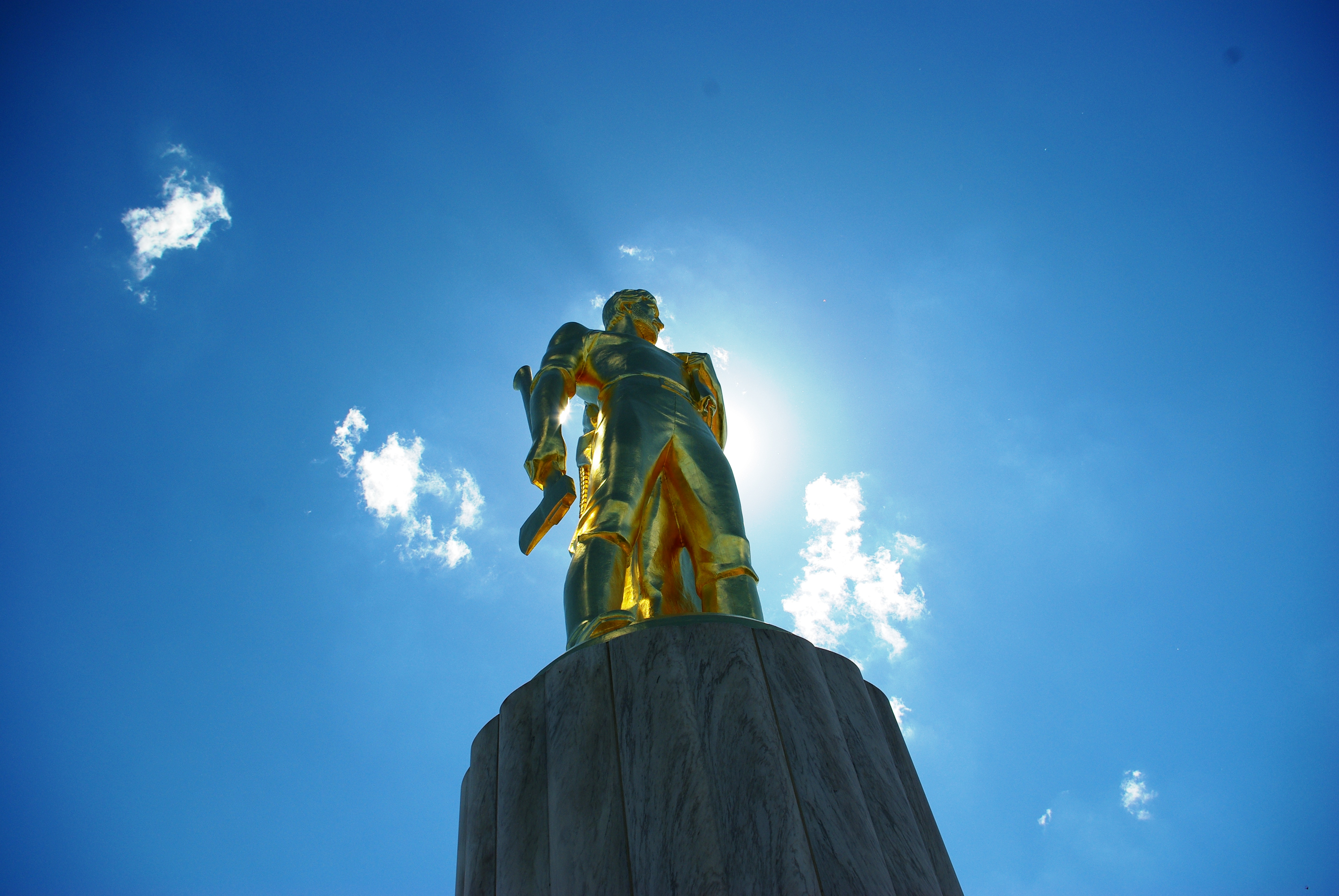
Acercamiento al Oregon Pioneer, desde su base.

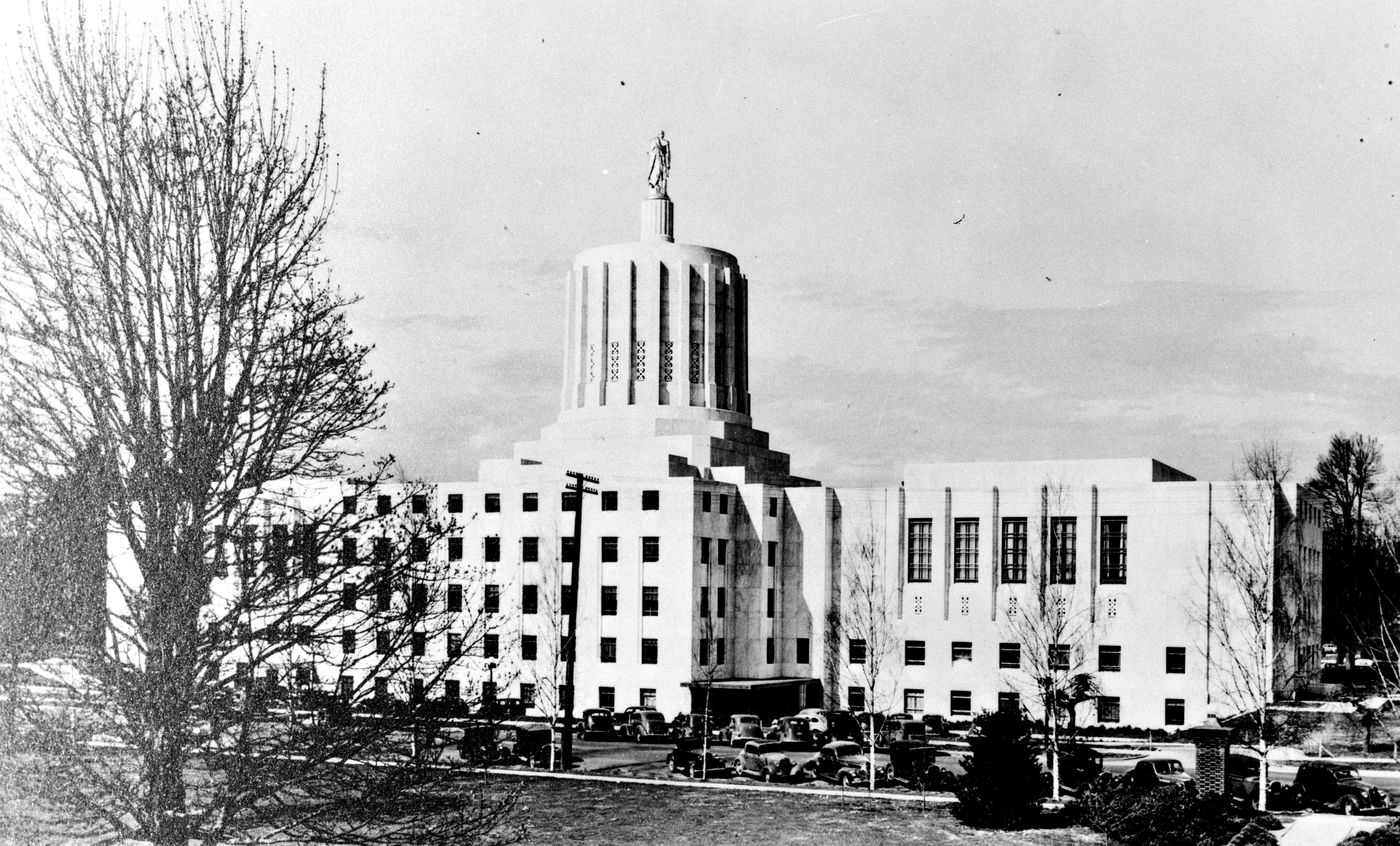
El capitolio en 1939, con la estatua ya instalada.

El Oregon Pioneer (en español, Pionero de Oregón) es una estatua de bronce de ocho toneladas y media con acabado en láminas de oro situada sobre el Capitolio del Estado de Oregón en Salem, al noroccidente de Estados Unidos. De 22 pies de alto (casi 7 m), se trata de una estatua hueca creada por Ulric Ellerhusen e instalada sobre el edificio en 1938, cuando fue construido el nuevo capitolio.

## Historia
Llamada coloquialmente Brawny woodsman (Leñador musculoso), fue creada en Nueva Jersey por Ulric Ellerhusen. Mientras estaba siendo construida, Ellerhusen tenía una gran puerta con el fin de permitir la entrada de luz natural, para ver así cómo se vería la estatua una vez fuera instalada. Fue terminada en 1938 y enviada a Oregón para ser instalada en el nuevo capitolio, pues el edificio anterior se había incendiado en 1935. El pionero salió hacia el sur, cruzó el Canal de Panamá, volvió al norte y fue llevado a Salem en tren, para luego viajar en camión hacia el capitolio. Su instalación allí empezó el 17 de septiembre de 1938, cuando llegó a la parte superior del edificio; pero se retrasó debido a que al contratista se le dificultó encontrar el equipo necesario para levantar la pesada estatua.
Pese a que la rotonda del capitolio sobre la cual se encuentra la estatua resultó dañada debido al terremoto de 1993, la estatua no sufrió daños. No obstante, se le ha dado un acabado de pan de oro en cuatro ocasiones: en 1939 y de nuevo en 1958 por Bob Fulton, después en 1984 por John Edwards y Roy Darby; y en septiembre de 2000, fue dorada por cuarta vez por Lee Littlewood, Peter McKearnan y Nancy Comstock.
En enero de 2001 el capitolio dejó de iluminar la estatua de noche con el fin de ahorrar energía durante la crisis energética que afectó la costa occidental de Estados Unidos. Entonces, en abril del año siguiente, se instalaron paneles fotovoltaicos para proveer de energía a los focos que iluminan  la estatua. En promedio, generan 7,8 kilovatios y fueron los primeros paneles solares alguna vez instalados en un capitolio estatal. Los 850 pies cuadrados (79 m²) costaron US$60.000 y fueron comprados por Portland General Electric haciendo uso de una tarifa especial de financiación de fuentes de energía renovable. Como los paneles del capitolio producen más energía de la que es necesaria, la energía adicional es enviada a un sistema de suministro eléctrico y es suficiente como para abastecer a una casa durante ocho meses al año.

## Detalles
La estatua se encuentra a 140 pies (43 m) por encima del suelo del capitolio y sobre su rotonda. Se puede llegar a ella gracias a una escalera de caracol con 121 escalones que comienza en el cuarto piso del edificio. El pionero mide casi 7 m de alto y descansa sobre una base de mármol de 23 pies (7.0 m). La circunferencia de su cabeza es de 6 pies (1,83 m) Su interior es hueco, pesa 8,5 toneladas y cuenta con un acabado de oro de 23K que constantemente es restaurado debido a la abrasión física y a los arañazos de las aves.
El pionero lleva consigo un hacha de partición que empuña desde el vientre con su mano derecha, con la cabeza hacia el suelo; mientras con su mano izquierda sostiene una lona, pues según Ellerhusen, el pionero planeaba construir un refugio. La estatua también tiene barba y está de frente al norte, aunque mira al oeste. El capitolio realiza excursiones que incluyen visitas a la base de la estatua.